# Ausias Despuig
Ausias Despuig, le cardinal de Monreale (né en 1423 à Xàtiva, royaume de Valence et mort à Rome, le 2 septembre 1483) est un cardinal espagnol de l'Église catholique.

## Biographie
Ausias Despuig est chanoine et chantre à Barcelone et chanoine à Gérone, Huesca et Urgell. Le roi Alphonse V d'Aragon le nomme chancelier de l'Estudio General  et chanoine au chapitre de la cathédrale en 1457. Despuig est nommé conseiller de Jean II d'Aragon, qui le nomme archevêque de Monreale.
Le prince  Ferdinand le nomme gouverneur de Sicile en 1470, poste qu'il occupe jusqu'en 1478. En 1472, il est nommé aussi gouverneur de Rome, vice-camerlingue de la Sainte Église et ambassadeur du roi d'Aragón à Rome. Il est aussi référendaire à la curie romaine.
Despuig  est créé cardinal par le pape Sixte IV au consistoire du 7 mai 1473. Le cardinal Despuig est nommé archevêque de Saragosse en  1475, mais il résigne, parce que la nomination n'est pas approuvée par le roi. En 1476, Despuig est nommé administrateur de Capaccio et abbé commendataire de l'abbaye de S. Pietro d'Eboli. En 1482 il est camerlingue du Sacré Collège.